# Valentina Steninová
Valentina Sergejevna Steninová (rusky Валентина Сергеевна Стенина; * 29. prosince 1934 Babrujsk, Běloruská SSR), rodným jménem Miloslavovová (rusky Милославова), je bývalá sovětská rychlobruslařka.
Prvních mezinárodních závodů se zúčastnila v roce 1957, na Mistrovství světa debutovala o dva roky později, kdy zároveň získala stříbrnou medaili. V roce 1960 již světový šampionát vyhrála a startovala na Zimních olympijských hrách 1960, na nichž vybojovala stříbro v závodě na 3000 m a na poloviční trati byla pátá. Druhou zlatou medaili z Mistrovství světa získala v roce 1961. Sezónu 1961/1962 vynechala a roku 1963 dojela na světovém šampionátu třetí. Na zimní olympiádě 1964 obhájila stříbro na trati 3000 m, na patnáctistovce byla sedmá a na kilometru pátá. V následujících dvou letech si ze světových šampionátů přivezla stříbrnou a zlatou medaili, v roce 1967 byla šestá, roku 1968 devátá. Po sezóně 1967/1968 ukončila sportovní kariéru.
Její manžel Boris Stenin byl rovněž rychlobruslař.